# Port lotniczy Ateny
Port lotniczy Ateny im. Elefteriosa Wenizelosa (ang.: Athens International Airport „Elefthérios Venizélos”, gr.: Διεθνής Αερολιμένας Αθηνών «Ελευθέριος Βενιζέλος», IATA: ATH, ICAO: LGAV) – międzynarodowe lotnisko położone 25 km na wschód od centrum Aten w Spacie.
Jest największym portem lotniczym Grecji i głównym węzłem linii lotniczych Aegean Airlines i Olympic Air.

## Informacje ogólne
Port lotniczy został otwarty w marcu 2001 i zastąpił obecnie zamknięty Port lotniczy Ateny-Elliniko. Pierwszym przylotem z nowego lotniska był lot Olympic Airways z Montrealu, a drugim Olympic Aviation z Kythira. Pierwszy odlot wykonał samolot linii KLM do Amsterdamu. Port lotniczy znajduje się pomiędzy miastami Markopoulo, Koropi, Spata i Artemida, około 20 km (12 mil) na wschód od centrum Aten (30 km drogą, ze względu na górzysty teren). Nosi nazwę Elefterios Wenizelos, wybitnego kreteńskiego polityka i premiera Grecji, który w sposób szczególny przyczyniły się do rozwoju lotnictwa w Grecji i Greckich Sił Powietrznych w latach 30. XX wieku.
Obecnie ruch pasażerski obsługują dwa terminale: Terminal Główny i Terminal Satelitarny, połączony przez tunel z głównym terminalem. Posiada dwa pasy startowe o długości około 4 km. Port lotniczy został wybudowany w systemie partnerstwa publiczno-prywatnego z udziałem Grecji w 55%.
Lotnisko ma być rozbudowywane przez następne lata w celu dostosowania do wzrostu transportu lotniczego. Ten proces podzielono na sześć faz. Pierwsza (aktualna) faza, miała na celu uzyskać przepustowość 16 milionów pasażerów rocznie, jednak została uaktualniona do 21 milionów. Szósty etap pozwoli lotnisku uzyskać przepustowość 50 milionów pasażerów rocznie. Obecne drogi startowe są już do tego przystosowane.
Port lotniczy został zatwierdzony przez Agencję Unii Europejskiej ds. Bezpieczeństwa Lotniczego oraz Federalną Administrację Lotniczą do obsługiwana największych na świecie samolotów pasażerskich, Airbus A380.

## Terminale

### Główny Terminal
Główny terminal obsługuje większość lotów krajowych i międzynarodowych. Podzielony jest na obszar przeznaczony lotom do krajów strefy Shengen (B) i poza nią (A). Wszystkie odprawy biletowo-bagażowe znajdują się w Terminalu Głównym. Ma trzy poziomy, jeden dla przylotów, po jednym dla odlotów oraz strefy restauracji z pokładem obserwacyjnym na wschodni pas startowy.

### Terminal Satelitarny
Mniejszy terminal, wykorzystywany głównie w trakcie sezonu letniego. Posiada dwa poziomy, jeden dla przylotów, a drugi dla odlotów. Jest łatwo dostępny poprzez tunel podziemny z ruchomych chodników. Obsługuje loty tanich linii lotniczych w strefie Shengen.

## Linie lotnicze i połączenia
| Linia lotnicza         | Kierunek |
| ---------------------- | --- |
| Aegean Airlines        | 1. Abu Zabi 2. Aleksandropolis 3. Amman 4. Amsterdam 5. Baku 6. Barcelona 7. / Bazylea 8. Bejrut 9. Belgrad 10. Berlin 11. Bilbao 12. Bolonia 13. Bratysława 14. Bristol 15. Bruksela 16. Bukareszt 17. Budapeszt 18. Kair 19. Chania 20. Chios 21. Kolonia/Bonn 22. Kopenhaga 23. Korfu 24. Dammam 25. Dublin 26. Düsseldorf 27. Edynburg 28. Eindhoven 29. Irbil 30. Erywań 31. Florencja 32. Frankfurt 33. Genewa 34. Gran Canaria 35. Hamburg 36. Helsinki 37. Heraklion 38. Izmir 39. Janina 40. Stambuł 41. Dżudda 42. Kawala 43. Kefalinia 44. Kos 45. Kraków 46. Kuwejt 47. Larnaka 48. Lemnos 49. Lizbona 50. Londyn-Heathrow 51. Luksemburg 52. Luksor 53. Madryt 54. Malta 55. Manchester 56. Mediolan-Malpensa 57. Monachium 58. Mykonos 59. Mitylena 60. Neapol 61. Nicea 62. Oslo-Gardermoen 63. Paryż-Charles de Gaulle 64. Podgorica 65. Porto 66. Praga 67. Rodos 68. Ryga 69. Rijad 70. Rzym-Fiumicino 71. Samos 72. Saloniki 73. Santorini 74. Sarajewo 75. Skopje 76. Sofia 77. Stuttgart 78. Szarm el-Szejk (wznowione 14 października 2025) 79. Sztokholm-Arlanda 80. Strasburg 81. Tallinn 82. Tbilisi 83. Tel Awiw 84. Tirana 85. Tunis 86. Warszawa-Chopin 87. Wenecja 88. Wiedeń 89. Wilno 90. Zagrzeb 91. Zurych Sezonowo: 1. Aleksandria 2. Bordeaux 3. Katania 4. Dubrownik 5. Hanower 6. Ibiza 7. Innsbruck 8. Kalamata 9. Lille 10. Lublana 11. Lyon 12. Malaga 13. Marsylia 14. Nantes 15. Newcastle 16. Norymberga 17. Olbia 18. Palermo 19. Palma de Mallorca 20. Piza 21. Sewilla 22. Szarm el-Szejk 23. Split 24. Tuluza 25. Walencja Sezonowe czartery: 1. Banja Luka |
| Aer Lingus             | 1. Dublin |
| Air Albania            | 1. Tirana |
| Air Arabia             | 1. Szardża |
| airBaltic              | 1. Ryga |
| Air Canada             | Sezonowo: 1. Montreal-Trudeau 2. Toronto-Pearson |
| Air China              | 1. Pekin |
| Air Europa             | Sezonowo: 1. Madryt |
| Air France             | 1. Paryż-Charles de Gaulle Sezonowo: 1. Marsylia 2. Nicea 3. Tuluza |
| Air Haifa              | 1. Tel Awiw |
| Air Mediterranean      | 1. Bengazi 2. Damaszek |
| Air Serbia             | 1. Belgrad Sezonowo: 1. Nisz |
| Air Transat            | Sezonowo: 1. Montreal-Trudeau 2. Toronto-Pearson |
| American Airlines      | Sezonowo: 1. Charlotte 2. Chicago-O’Hare 3. Nowy Jork-JFK 4. Filadelfia |
| Arkia Israel Airlines  | 1. Tel Awiw |
| Austrian Airlines      | 1. Wiedeń |
| Bluebird Airways       | 1. Tel Awiw |
| British Airways        | 1. Londyn-Heathrow |
| Brussels Airlines      | 1. Bruksela |
| Bulgaria Air           | 1. Sofia |
| Croatia Airlines       | Sezonowo: 1. Dubrownik 2. Split 3. Zagrzeb |
| Cyprus Airways         | 1. Larnaka |
| Delta Air Lines        | 1. Nowy Jork-JFK Sezonowo: 1. Atlanta 2. Boston |
| easyJet                | 1. / Bazylea 2. Bordeaux 3. Lizbona 4. Londyn-Gatwick 5. Manchester 6. Mediolan-Malpensa 7. Neapol 8. Wenecja-Marco Polo Sezonowo: 1. Bristol 2. Edynburg 3. Genewa 4. Malaga 5. Nicea 6. Palma de Mallorca 7. Paryż-Orly |
| EgyptAir               | 1. Kair |
| El Al                  | 1. Tel Awiw |
| Emirates               | 1. Dubaj 2. Newark |
| Ethiopian Airlines     | 1. Addis Abeba |
| Etihad Airways         | 1. Abu Zabi |
| Eurowings              | 1. Kolonia/Bonn 2. Düsseldorf 3. Praga 4. Stuttgart |
| Gulf Air               | 1. Bahrajn |
| Iberia                 | 1. Madryt |
| Israir Airlines        | 1. Tel Awiw |
| ITA Airways            | 1. Rzym-Fiumicino |
| Jet2.com               | 1. Birmingham 2. Londyn-Stansted 3. Manchester |
| Juneyao Airlines       | 1. Szanghaj-Pudong |
| KLM                    | 1. Amsterdam |
| Korean Air             | Sezonowe czartery: 1. Seul-Inczon |
| LOT                    | 1. Warszawa-Chopin |
| Lufthansa              | 1. Frankfurt 2. Monachium |
| Middle East Airlines   | 1. Bejrut |
| Norse Atlantic Airways | Sezonowo: 1. Los Angeles 2. Nowy Jork-JFK |
| Norwegian Air Shuttle  | Sezonowo: 1. Kopenhaga 2. Helsinki 3. Oslo-Gardermoen 4. Sztokholm-Arlanda |
| Olympic Air            | 1. Ikaria 2. Karpathos 3. Kithira 4. Leros 5. Milos 6. Naksos 7. Paros 8. Sitia 9. Skiathos 10. Skyros 11. Zakintos |
| Oman Air               | 1. Maskat (wznowione 1 września 2025) |
| Pegasus Airlines       | 1. Stambuł-Sabiha Gökçen |
| Qatar Airways          | 1. Doha |
| Royal Jordanian        | 1. Amman |
| Ryanair                | 1. Mediolan-Bergamo 2. Bolonia 3. Budapeszt 4. Bruksela-Charleroi 5. Dublin 6. Katowice 7. Lemnos 8. Londyn-Stansted 9. Malta 10. Pafos 11. Rzym-Fiumicino 12. Wiedeń Sezonowo: 1. Berlin 2. Katania 3. Chania 4. Kolonia/Bonn 5. Korfu 6. Kraków 7. Londyn-Luton 8. Santorini 9. Tel Awiw 10. Wilno 11. Wrocław |
| Saudia                 | Sezonowo: 1. Dżudda 2. Rijad |
| SAS                    | 1. Kopenhaga 2. Sztokholm-Arlanda Sezonowo: 1. Göteborg 2. Oslo-Gardermoen |
| Scoot                  | 1. Singapur |
| Sichuan Airlines       | 1. Chengdu-Tianfu 2. Stambuł |
| Sky Express            | 1. Aleksandropolis 2. Astipalea 3. Berlin (od 16 października 2025) 4. Bruksela 5. Chania 6. Chios 7. Korfu 8. Düsseldorf 9. Erywań 10. Frankfurt 11. Hamburg (od 24 października 2025) 12. Heraklion 13. Ikaria 14. Kalimnos 15. Karpatos 16. Kastoria 17. Kefalonia 18. Kithira 19. Kos 20. Kozani 21. Larnaka 22. Lemnos 23. Lizbona (od 24 października 2025) 24. Londyn-Gatwick 25. Lyon (od 15 grudnia 2025) 26. Madryt (od 24 października 2025) 27. Mediolan-Malpensa 28. Milos 29. Monachium 30. Mykonos 31. Mitylena 32. Naksos 33. Paryż-Charles de Gaulle 34. Paros 35. Praga 36. Rodos 37. Rzym-Fiumicino 38. Samos 39. Santorini 40. Skiathos 41. Sofia 42. Siros 43. Saloniki 44. Tbilisi 45. Tirana 46. Warszawa-Chopin 47. Wiedeń 48. Zakintos Sezonowe czartery: 1. Palermo |
| SWISS                  | 1. Genewa 2. Zurych |
| TAROM                  | 1. Bukareszt |
| Transavia              | 1. Amsterdam 2. Eindhoven 3. Marsylia 4. Paryż-Orly Sezonowo: 1. Lyon 2. Montpellier 3. Nantes |
| Turkish Airlines       | 1. Stambuł |
| United Airlines        | Sezonowo: 1. Chicago-O’Hare 2. Newark 3. Waszyngton-Dulles |
| Volotea                | 1. Bordeaux 2. Lyon 3. Marsylia 4. Nantes 5. Santorini 6. Wenecja Sezonowo: 1. Ankona 1. Bari 2. Bilbao 3. Brest-Bretagne 4. Cagliari 5. Dubrownik 6. Lille 7. Palermo 8. Split 9. Strasburg 10. Tuluza 11. Werona |
| Vueling                | 1. Barcelona |
| Wizz Air               | 1. Bukareszt 2. Budapeszt 3. Kiszyniów (wznowione 28 października 2025) 4. Katowice 5. Kutaisi 6. Larnaka 7. Londyn-Gatwick 8. Londyn-Luton 9. Mediolan-Malpensa 10. Tel Awiw 11. Tirana 12. Wenecja |

## Transport

### Drogi
Na lotnisko można dojechać płatną autostradą Attiki Odos z centrum i północy Aten, alei Varis-Koropiou w części zachodniej. Aleją Laurio od południa oraz aleją Spata-Loutsa ze Wschodu. Na terenie lotniska dostępne są trzy parkingi. Znajduje się na poziomie przylotów, naprzeciwko terminala lotniska, który oferuje 1357 miejsc parkingowych, w części P1 i P2 na okres do pięciu godzin. Długoterminowy parking znajduje się naprzeciwko głównej drogi dojazdowej do lotniska (Attiki Odos) z 5802 miejscami parkingowymi w P3.

### Kolej

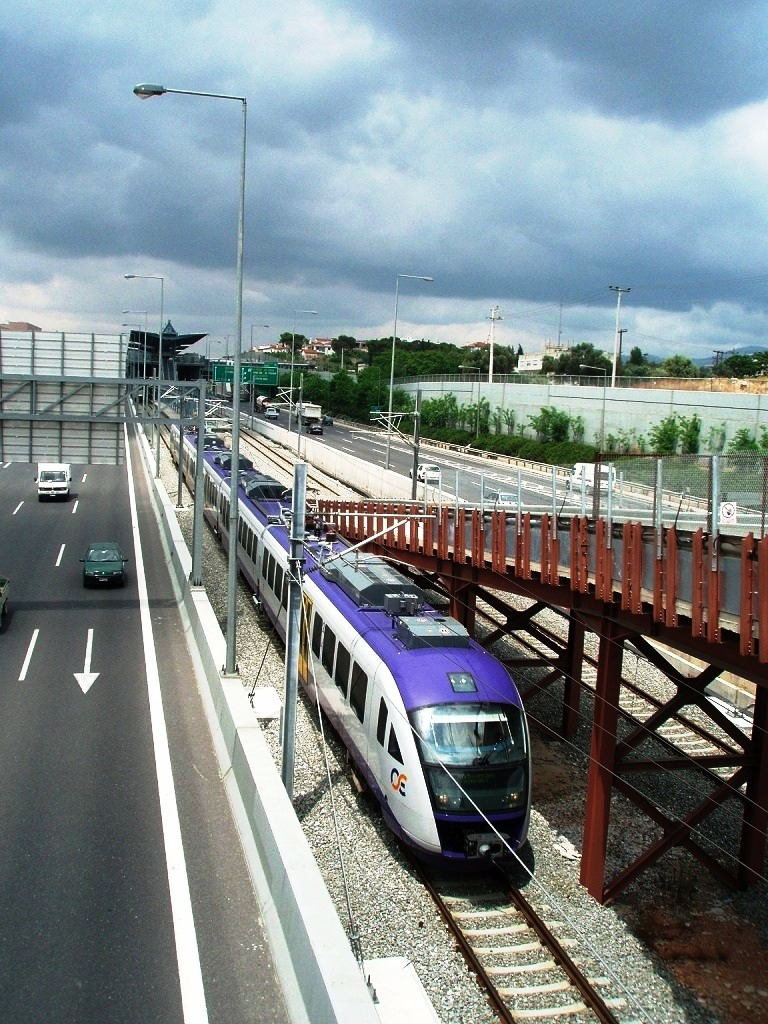
Pociąg Proastiakos

Tuż obok lotniska znajduje się stacja kolejowa, na którą można dojść poprzez przejście nadziemne. Stacja Aerodromio obsługiwana jest przez 3 linię metra (niebieska linia) i kolej podmiejską Proastiakos. Można stąd dotrzeć między innymi do centrum Aten (stacja Monastiraki) i portu w Pireusie, jak również do Koryntu.

### Autobus
Cztery linie autobusowe (X93, X95, X96, X97) łączą port przez 24 godziny na dobę bezpośrednio z obszarem Aten, dworcem autobusów międzymiastowych i Pireusem.
Regionalne połączenia autobusowe oferuje KTEL Express, które łączą lotnisko z Rafina, Markopoulo, Lawrio, Kaliwia Thoriku i Keratea.